# Max Vasmer
Max Vasmer é um lingüista russo e alemão e eslavista do século XX.
Após as revoluções russas, a partir de 1925 ele se estabeleceu na Alemanha. Chefe da delegação alemã em Praga no Primeiro Congresso Linguístico. 